# Скандий
| 21        | Скандий |
| Sc44,9559 |         |
| 3d14s2    |         |

Ска́ндий (химический символ — Sc, от лат. Scandium) — химический элемент 3-й группы (по устаревшей классификации — побочной подгруппы третьей группы, IIIB) четвёртого периода периодической системы химических элементов Д. И. Менделеева, с атомным номером 21.
Простое вещество скандий — лёгкий переходный редкоземельный металл серебристого цвета с характерным жёлтым отливом. Существует в двух кристаллических модификациях: α-Sc с гексагональной решёткой типа магния, β-Sc с кубической объёмноцентрированной решёткой, температура перехода α↔β 1336 °C.

## Нахождения в природе
Скандий — моноизотопный элемент, в природе встречается только один стабильный изотоп скандий-45.

### Геохимияиминералогия
Среднее содержание скандия в земной коре — 10 г/т. Близки по химическим и физическим свойствам к скандию иттрий, лантан и лантаноиды. Во всех природных соединениях скандий, так же как и его аналоги алюминий, иттрий, лантан, проявляет положительную валентность, равную трём, поэтому в окислительно-восстановительных реакциях он участия не принимает. Скандий является рассеянным элементом и входит в состав многих минералов. Собственно скандиевых минералов известно 2: тортвейтит (Sc,Y)2Si2O7 (Sc2O3 до 53,5 %) и стерреттит (кольбекит Sc[PO4]·2H2O (Sc2O3 до 39,2 %). Относительно небольшие концентрации обнаружены примерно в 100 минералах.
В связи с тем, что по свойствам скандий близок к Mg, Al, Ca, Mn2+, Fe2+, TR (редкоземельным элементам), Hf, Th, U, Zr, главная масса его рассеивается в минералах, содержащих эти элементы. Имеет место изовалентное замещение скандием элементов группы TR, особенно в существенно иттриевых минералах (ксенотим, ассоциация Sc — Y в тортвейтите и замещение Al в берилле). Гетеровалентное замещение скандием Fe2+ и магния в пироксенах, амфиболах, оливине, биотите широко развито в основных и ультраосновных породах, а замещение циркония — в поздние стадии магматического процесса и в пегматитах.
Основные минералы-носители скандия: флюорит (до 1 % Sc2O3), бадделеит (до 0,35 %), касситерит (0,005—0,2 %), вольфрамит (0—0,4 %), ильменорутил (0,0015—0,3 %), торианит (0,46 % Sc2O3), самарскит (0,45 %), минералы надгруппы пирохлора (0,02 %), ксенотим (0,0015—1,5 %), берилл (0,2 %). На настоящее время (2021 год) известен 21 минерал, являющийся собственной фазой скандия: аллендеит, баццит (скандиевый берилл, 3—14,44 %), bonacinaite, каскандит, дависит, эрингаит, heftetjernite, джервисит, ёнаит, кампелит, кангит, кольбекит, кристиансенит, nioboheftetjernite, офтедалит, пангуит, претулит, скандиобабингтонит, тортвейтит, шахдараит-(Y), warkite. В процессе формирования магматических пород и их жильных производных скандий в главной своей массе рассеивается преимущественно в темноцветных минералах магматических пород и в незначительной степени концентрируется в отдельных минералах постмагматических образований. Наиболее высокие (30 г/т Sc2O3) концентрации скандия приурочены к ультраосновным и основным породам, в составе которых ведущую роль играют железо-магнезиальные минералы (пироксен, амфибол и биотит). В породах среднего состава среднее содержание Sc2O3 10 г/т, в кислых — 2 г/т. Здесь скандий рассеивается также в темноцветных минералах (роговой обманке, биотите) и устанавливается в мусковите, цирконе, сфене. Концентрация в морской воде — 0,00004 мг/л. Также скандий присутствует в каменном угле, и для его выделения можно вести переработку доменных чугунолитейных шлаков, которая была начата в последние годы в ряде развитых стран.

## История и название
Элемент был предсказан Д. И. Менделеевым (как экабор) в статье, датированной 11 декабря (29 ноября по старому стилю) 1870 года, и открыт в 1879 году шведским химиком Ларсом Нильсоном в минералах эвксените и гадолините. Нильсон получил 2 грамма оксида скандия высокой чистоты. Нильсон назвал элемент в честь Скандинавии (лат. Scandia).
Металлический скандий был впервые получен в 1937 году электролизом эвтектической смеси хлоридов калия, лития и скандия при температуре 700—800 °С.

## Физические свойства
Скандий — лёгкий металл серебристого цвета с характерным жёлтым отливом. Существует в двух кристаллических модификациях: α-Sc с гексагональной решёткой типа магния (a=3,3085 Å; с=5,2680 Å; z=2; пространственная группа P63/mmc), β-Sc с кубической объёмноцентрированной решёткой, температура перехода α↔β 1336 °C, ΔH перехода 4,01 кДж/моль. Температура плавления 1541 °C, температура кипения 2837 °C. Скандий — мягкий металл, с чистотой 99,5 % и выше (в отсутствие O2) легко поддается механической обработке.

## Химические свойства
Химические свойства скандия похожи на таковые у алюминия. В большинстве соединений скандий проявляет степень окисления +3. Компактный металл на воздухе покрывается с поверхности оксидной плёнкой. При нагревании до красного каления реагирует с фтором, кислородом, азотом, углеродом, фосфором. При комнатной температуре реагирует с хлором, бромом и иодом. Реагирует с разбавленными сильными кислотами; концентрированными кислотами-окислителями и HF пассивируется. Реагирует с концентрированными растворами щелочей.
Ион Sc3+ бесцветный диамагнитный, координационное число в водных растворах — 6. Как и в случае алюминия, гидроксид скандия амфотерен и растворяется как в избытке кислот, так и в избытке щелочей; с разбавленным раствором аммиака не реагирует. Хлорид, бромид, иодид и сульфат скандия хорошо растворимы в воде, раствор имеет кислую реакцию вследствие частичного гидролиза, при этом гидратация безводных солей сопровождается бурным выделением тепла. Фторид и фосфат скандия в воде не растворимы, но фторид растворятся в присутствии избытка фторид-ионов с образованием ScF63-. Карбид, нитрид, фосфид, сульфид и карбонат скандия водой нацело гидролизуются. Органические соединения скандия термически относительно устойчивы, но бурно реагируют с водой и воздухом. Они построены в основном при помощи σ-связей Sc-C и представлены алкильными производными и полимерными циклопентадиенидами.
Известны также соединения с низшими степенями окисления скандия (+2, +1, 0). Одно из простейших где скандий находится формально в степени окисления +2 — тёмно-синее твёрдое вещество состава CsScCl3. В этом веществе представлены связи между атомами скандия. Моногидрид скандия ScH наблюдался спектроскопически в условиях высоких температур в газовой фазе. Также низшие степени окисления скандия обнаружены в металлоорганических соединениях.

## Получение

### Мировые ресурсы скандия
Скандий добывается как попутный продукт при добыче других полезных ископаемых.
Около 90 % мировой добычи скандия производится на месторождении Баян-Обо (Китай). Запасы скандия на месторождении оцениваются в 140 тыс. т. Скандий здесь сконцентрирован, в основном, в эгирине, где его среднее содержание составляет 210 г/т. Является попутным продуктом при добыче железа и редкоземельных элементов.
Другие значимые месторождения скандия:
- Урановое месторождение Жёлтые воды (Украина, Днепропетровская область). Скандий сконцентрирован в эгирине и рибеките. Запасы и ресурсы скандийсодержащей руды оценены в 7,4 млн т при содержании Sc в среднем 105 г/т[14].
- Ковдорское бадделеит-апатит-магнетитовое месторождение (Россия, Мурманская область) в фоскорит-карбонатитовом комплексе. Скандий сконцентрирован, в основном, в бадделеите (где среднее содержание Sc2O3 780 г/т), а также пирохлоре, ильмените, цирконолите и ёнаите. Ресурсы Sc2O3 оценены в 420 т при среднем содержании скандия 1,4 г/т[15].
- Томторское ниобий-скандий-редкоземельное месторождение (Россия, Якутия) в коре выветривания карбонатитов. Основные минералы-концентраторы скандия — ксенотим, циркон, монацит, а также апатит и рутил. Запасы Sc2O3 по категориям B+C1 оценены в 13,7 тыс. т при среднем содержании Sc2O3 480 г/т[16].
- Чуктуконское железо-редкоземельно-ниобиевое месторождение (Красноярский край): 3,4 тыс. т Sc2O3[17].
- Гидротермально-метасоматическое Кумирское скандий-уран-редкоземельное месторождение (Россия, Алтай). Минерал-концентратор скандия — тортвейтит, а также турмалин и слюды. Ресурсы скандия 3,6 т при содержании Sc2O3 от 50 до 2400 г/т[14][18].
- Ниобий-иттрий-фтористые тортвейтит-содержащие пегмтатиты района Ивеланн-Эвье в Норвегии, разрабатываемые в 20 веке до 1960-х годов.
- Латеритовые месторождение в Австралии: Нинган (запасы 12 млн т руды при среднем содержании скандия 261 г/т); Сьерстон (21,7 млн т руды при среднем содержании скандия 429 г/т)[14].

Тортвейтит-содержащие пегматиты известны на Мадагаскаре (районы Бефанамо и Береро, частично разрабатывались до 1950-х годов) и в США (округ Равалли, штат Монтана). Также скандий присутствует в каменном угле, и предположительно для его добычи можно вести переработку доменных чугунолитейных шлаков.

### Производство и потребление скандия
В 1988 году производство оксида скандия в мире составило:
| Страна    | Объём добычи, не менее, кг/год |
| --------- | ------------------------------ |
| Китай     | 50                             |
| Франция   | 100                            |
| Норвегия  | 120                            |
| США       | 500                            |
| Япония    | 30                             |
| Казахстан | 700                            |
| Украина   | 610                            |
| Россия    | 958                            |

Скандий можно назвать металлом XXI века и прогнозировать резкий рост добычи, цены и спроса на него в связи с переработкой огромного количества каменного угля (особенно в России) в жидкое топливо.
В 2015—2019 годах средняя цена составила $107—$134 за грамм металлического скандия, и $4—$5 за грамм Sc2O3.

## Применение

### Металлургия
Применение скандия в виде микролегирующей примеси оказывает значительное влияние на ряд практически важных сплавов, так, например, прибавление 0,4 % скандия к сплавам алюминий-магний повышает временное сопротивление разрыву на 35 %, а предел текучести на 65—84 %, и при этом относительное удлинение остаётся на уровне 20—27 %. Добавка 0,3—0,67 % к хрому повышает его устойчивость к окислению вплоть до температуры 1290 °C, и аналогичное, но ещё более ярко выраженное действие оказывает на жаростойкие сплавы типа «нихром» и в этой области применение скандия значительно эффективнее иттрия. Оксид скандия обладает рядом преимуществ для производства высокотемпературной керамики перед другими оксидами, так, прочность оксида скандия при нагревании возрастает и достигает максимума при 1030 °C, в то же время оксид скандия обладает минимальной теплопроводностью и высочайшей стойкостью к термоудару. Скандат иттрия — это один из лучших материалов для конструкций, работающих при высоких температурах. Определённое количество оксида скандия постоянно расходуется для производства германатных стёкол для оптоэлектроники.

### Сплавы скандия
Главным по объёму применением скандия является его применение в алюминиево-скандиевых сплавах, применяемых в спортивной экипировке (мотоциклы, велосипеды, бейсбольные биты и т. п.) и самолётостроении — везде, где требуются высокопрочные материалы. В сплаве с алюминием скандий обеспечивает дополнительную прочность и ковкость.
Например, легирование алюмо-магниевого сплава АМг6 скандием в отсутствие дополнительного упрочнения повышает предел прочности с 32 до 36 кгс/мм2, а предел текучести — с 16 до 24 кгс/мм2 (после 30-процентной нагартовки те же показатели составляют соответственно 42 и 33 кгс/мм2 у АМг6НПП против 45 и 36 кгс/мм2 у сплава 01570Н). Для сравнения, предел прочности на разрыв у чистого скандия около 400 МПа (40 кгс/мм2), у титана, например, 250—350 МПа, а у нелегированного иттрия — 300 МПа. Применение скандиевых сплавов в авиации и гражданском ракетостроении позволит значительно снизить стоимость перевозок и резко повысить надёжность эксплуатируемых систем, в то же время при снижении цен на скандий и его применение для производства автомобильных двигателей так же значительно увеличит их ресурс и частично КПД. Очень важно и то обстоятельство, что скандий упрочняет алюминиевые сплавы, легированные гафнием.
В России промышленно производится алюминиево-скандиевый сплавы 1580 (0,1% скандия) и 1581 (0,03 % скандия) (в зарубежной классификации 5180 и 5181 соответственно). Сплав 1580 заметно дороже и его применение целесообразно там, где весовые характеристики являются критически важным фактором (например — в аэрокосмической отрасли). Сплав 1581 находит применение в вагоностроении и в судостроении. Массу морских и речных судов, построенных на его основе, удаётся снизить до 10 % и более, что позволяет снизить расход топлива и улучшить управляемость. Важным фактором является также повышение прочности сварных швов на корпусах судов и лодок на 20 %. Снижение веса корпуса речных моторных лодок и катеров за счёт использования более лёгких сплавов является особенно критичным для гражданских моделей — если судно весит меньше 200 кг, то его можно не регистрировать в Государственной инспекции по маломерным судам (ГИМС МЧС). Поэтому использование алюминиево-скандиевого сплава позволит большему количеству малых судов попадать в категорию «не регистрат». 
Важной и практически не изученной областью применения скандия является то обстоятельство, что подобно легированию иттрием алюминия легирование чистого алюминия скандием также повышает электропроводность проводов, и эффект резкого упрочнения имеет большие перспективы для применения такого сплава для транспортировки электроэнергии (ЛЭП). Сплавы скандия — наиболее перспективные материалы в производстве управляемых снарядов. Ряд специальных сплавов скандия, композитов на скандиевой связке весьма перспективен в области конструирования скелета киборгов. В последние годы важная роль скандия (и отчасти иттрия и лютеция) выявилась в производстве некоторых по составу суперпрочных мартенситностареющих сталей, некоторые образцы которых показали прочность свыше 70 кг/мм2 (свыше 700 МПа).
Некоторое количество скандия расходуется для легирования жаростойких сплавов никеля с хромом и железом (нихромы и фехрали) для резкого увеличения срока службы при использовании в качестве нагревательной обмотки для печей сопротивления.

### Сверхтвёрдые материалы
Скандий используется для получения сверхтвёрдых материалов. Так, например, легирование карбида титана карбидом скандия весьма резко поднимает микротвёрдость (в 2 раза), что делает этот новый материал четвёртым по твёрдости после алмаза (около 98,7—120 ГПа), нитрида бора (боразона), (около 77—87 ГПа), сплава бор-углерод-кремний (около 68—77 ГПа), и существенно больше, чем у карбида бора (43,2—52 ГПа), карбида кремния (37 ГПа). Микротвёрдость сплава карбида скандия и карбида титана около 53,4 ГПа (у карбида титана, например, 29,5 ГПа). Особенно интересны сплавы скандия с бериллием, обладающие уникальными характеристиками по прочности и жаростойкости.
Так, например, бериллид скандия (1 атом скандия и 13 атомов бериллия) обладает наивысшим благоприятным сочетанием плотности, прочности и высокой температуры плавления, и во многих отношениях подходит для аэрокосмической техники, превосходя в этом отношении лучшие сплавы из известных человечеству на основе титана, и ряд композиционных материалов (в том числе ряд материалов на основе нитей углерода и бора).

### Микроэлектроника
Оксид скандия (температура плавления 2450 °C) имел важнейшую роль в производстве супер-ЭВМ: ферриты с малой индукцией при использовании в устройствах хранения информации позволяют увеличить скорость обмена данными в несколько раз из-за снижения остаточной индукции с 2—3 кГаусс до 0,8—1 кГаусс.